# Absorptionskoefficient
Absorptionskoefficienten på et volumen af et materiale er karakteriseret af hvor nemt det er for en stråle af lys, lyd, partikler eller anden type energi eller masse. En stor absorptionskoefficient betyder at strålen hurtigt bliver absorberet (altså svækket) idet den passerer igennem mediet, og en lille absorptionskoefficient betyder at mediet er relativt transparent. SI-enheden for absorptionskoefficienten er reciprokmeter (m−1). I formler benyttes µ for absorptionskoefficienten.